# أولني سبرينغز (كولورادو)
أولني سبرينغز (بالإنجليزية: Olney Springs, Colorado)‏ هي بلدة تقع في مقاطعة كرولي، كولورادو بولاية كولورادو في الولايات المتحدة. تبلغ مساحتها 0.6 (كم²)، وترتفع عن سطح البحر 1336 م، بلغ عدد سكانها 389 نسمة في عام 2000 حسب إحصاء مكتب تعداد الولايات المتحدة وتصل الكثافة السكانية فيها 648.3 نسمة/كم2.

## وصلات خارجية
- The US50 - Cities and Towns in Colorado State
- Colorado Cities and Towns, Facts, Map, Flag, Colleges, Government, and More